# Mohammad Reza Shafiei-Kadkani

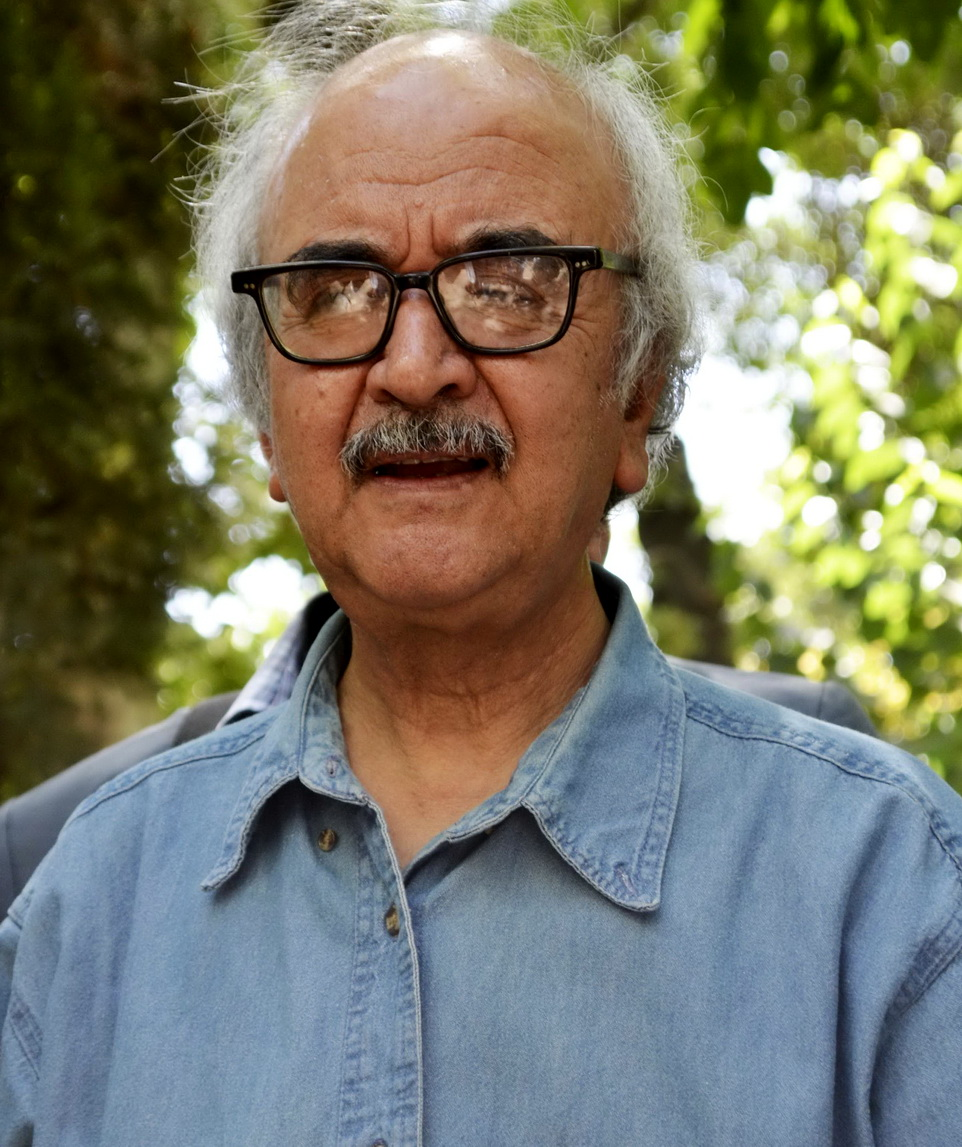
Shafiei-Kadkani, 2015

Mohammad Reza Shafiei-Kadkani (en grafía persa: محمدرضا شفیعی کدکنی) (Nishapur, Jorasán Razaví, Irán, 1939) célebre poeta iraní en idioma persa, escritor, crítico literario, traductor y profesor universitario.
Shafiei-Kadkani se licenció y doctoró en filología persa en la Universidad de Teherán, donde le impartieron clase Badiozzamán Foruzanfar, Mohammad Moín o Parviz Natel Janlarí y donde luego ha ejercido como profesor, amén de ser un conocido crítico literario y poeta. 
- Datos: Q1525850
- Multimedia: Mohammad-Reza Shafiei Kadkani / Q1525850